# Izrael na Letních olympijských hrách 2004
Izrael se účastnil Letní olympiády v Athénách. Zastupovalo ho 36 sportovců (20 mužů a 16 žen) ve 14 sportech.

## Medailisté
| Medaile | Jméno         | Sport    | Soutěž                   |
| ------- | ------------- | -------- | ------------------------ |
| Zlato   | Gal Fridman   | Jachting | Muži třída Mistral       |
| Bronz   | Ari'el Ze'evi | Judo     | Muži polotěžká do 100 kg |